# Li Weifeng
Li Weifeng, född 1 december 1978 i Changchun, är en kinesisk fotbollsspelare som sedan 2011 spelar i Tianjin Teda i Chinese Super League. Tidigare under sin karriär har han representerat bland andra Shanghai Shenhua, sydkoreanska Suwon Bluewings och engelska Everton.
För det kinesiska landslaget har han gjort 112 landskamper och 14 mål, och var dessutom lagkapten 2003-2006. Han var med i Kinas första VM-slutspel 2002, och förde laget till en andraplats under Asiatiska mästerskapet 2004.